# 林李大战

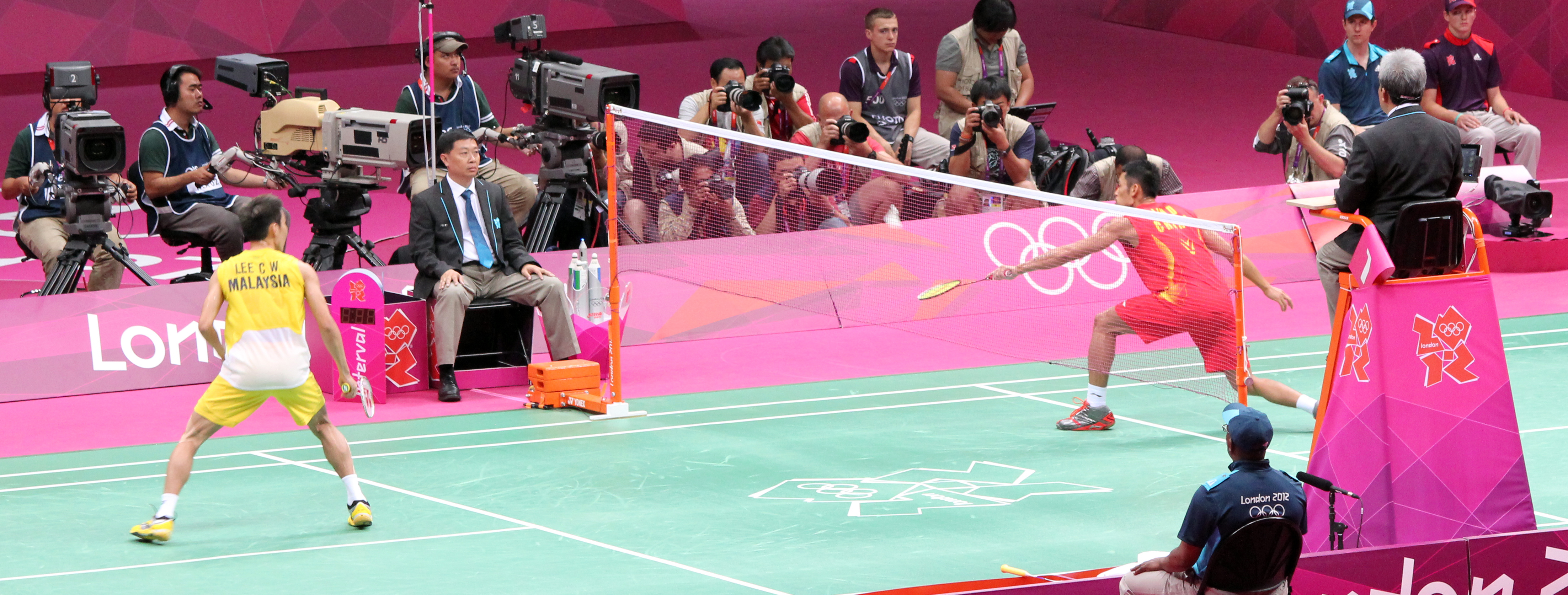
李宗伟与林丹在2012年伦敦奥运会上交锋。

林李大战指中国羽毛球运动员林丹与马来西亚羽毛球运动员李宗伟之间的对决，被誉为羽毛球历史上最精彩的交锋。
统计数据显示，林丹与李宗伟共交手40次，其中22次为决赛，15次为半决赛，奥运会决赛及世锦赛决赛各占两次（均为林丹胜出），林丹以28胜12负的战绩胜出。而在11场超级系列赛决赛（包括首要超级系列赛）的交锋中，林丹获胜11次，李宗伟9次。尽管如此，李宗伟还是有自己的一番成绩：他曾于2007年至2017年间拿下47个超级系列赛冠军，占据世界排名第一长达349个星期，其中2008年8月21日至2012年6月14日共199个星期为连续占据。另一方面，林丹以28岁的年纪包揽九大超级系列赛冠军，达成“超级全满贯”。
2018年3月17日，林丹在2018年全英羽毛球公开赛男单八强赛上击败李宗伟，赢得林李大战最后一场的胜利。随着李宗伟及林丹先后于2019年及2020年宣告退役，林李大战正式结束。

## 背景
林丹与李宗伟总共交手40次，其中林丹以28胜、12负占上风。外界认为林李是三代羽毛球运动员中最具统治力的两位选手，其中林被认为是有史以来最出色的选手；部分媒体将2006年至2016年称为“林李时代”。
林李的比赛打法各有千秋：李宗伟步伐迅速，反击能力强，救球时经常卧倒在地，偶尔玩假动作，跳跃扣杀威力惊人。部分人认为李宗伟偏爱远距扣杀，但这个动作一般人难以做到。另一方面，林丹比较有耐心，擅长谋略，会因应对手调整打法，有时会突然猛攻；防守方面，林丹会全方面兼顾场上每一个角落，乃至于滑动双脚。纵观这些年，随着陶菲克·希达亚特、彼得·盖德等传奇选手衰落，林李不断调整打法，以更好适应彼此的节奏，水平远远在他人之上，从而奠定了长达十年的双雄争霸地位。在这十年的主要锦标赛中，林李二人经常把其他入围决赛的选手甩在身后。直到2016年奥运会冠军、两届世锦赛冠军谌龙及2017年世锦赛冠军安賽龍登台，年过三旬的林李二人才退出历史舞台。
林李都曾在自己国家服役：林是隶属于中国人民解放军八一军体大队的运动员，军衔中校；李宗伟是马来西亚皇家海军志愿后备军，获名誉少校军衔；两人分别从海军少校及少校擢升，最终获得同等资历的军衔。2015年，由于军队严格限制运动员参加商业活动，林丹宣布从八一军体大队退役，结束长达20年的部队生涯。
林李多次出战重要锦标赛决赛，是仅有的两位连续两届在奥运会羽毛男单决赛上交锋的选手。结果林丹连续两届拿下男单冠军，成为奥运史上成功卫冕冠军的第一人。在2008年北京奥运会上，林丹直落两盘拿下金牌，其后又在2012年伦敦奥运会上以碾压态势卫冕冠军。然而伦敦奥运会的赛况比北京奥运会激烈，李宗伟先拿下第一局胜利，林丹再反赢一局，将比赛拖入决胜局。来到决胜局，林李共13次战平，将比分拖成19比19，结果林丹拿下最后两分，蝉联奥运冠军。就在林丹庆祝胜利的时候，一旁的李宗伟一动不动，脸上挂着泪水，最后是在教练的安抚下离开球场。有观点认为李宗伟在之后的关键比赛中一蹶不振，但比赛结果并非如此，双方之后五次交手都拖入了第三盘，而且都是由最后2分决定胜败。而在这五场极为艰辛的比赛中，李宗伟以3胜2负险胜林丹，包括2016年里约奥运会的半决赛，李宗伟在决胜盘以22比20取胜。
除此之外，林李二人也在两届世界羽毛球锦标赛决赛、一届亚洲运动会半决赛及决赛、两届亚洲羽毛球锦标赛半决赛及四届全英羽毛球公开锦标赛决赛上交锋，这些比赛几乎都在第三盘决胜负，其中在2011年世界羽毛球锦标赛上的对决堪称羽坛史上最佳。2016年的里约奥运会被外界认为是林李二人职业生涯的收官之战，当时第三次在奥运舞台上挑战林丹的李宗伟取胜，成为第二位连续三届进军决赛的奥运选手（第一位是一天前赢得男双半决赛的傅海峰）。尽管李宗伟在比赛中承受了巨大的压力，将比分拖成20比20，最终还是拿下最后两分，成功战胜林丹。
在林李大战早期，双方球迷的言语交锋也是异常激烈。李宗伟时不时跟球迷说林丹是自己的好朋友，希望大家改变对林丹的态度。后来，双方球迷逐渐意识到林李二人代表着羽毛球最高水平的对决，开始把互不相让转化为互相肯定，为两位选手喝彩，特别是两人在马来西亚和中国比赛的时候。最明显的是李宗伟因药检问题被禁赛8个月，最终在中国东莞举行的2015年苏迪曼杯上复出，代表马来西亚队挑战韩国选手李东根的时候，全场爆发雷鸣般的掌声；现场解说吉莉安·克拉克打趣说：“听下大家的掌声吧，这不是给中国运动员的，是给李宗伟的！”李宗伟的教练鄭瑞睦称林李的对决是“限量版”。然而，这并没能阻挡铁杆球迷抓住每一个机会来贬低李宗伟的成就及地位，通过比较两人战绩来证明从来李宗伟虽然是常年的公开赛冠军，但是没有赢得过奥运会或世锦赛冠军（林丹赢了两次奥运冠军）；这种做法加剧了双方球迷的针锋相对，尤其是在社交媒体上。而头脑冷静的球迷则会提醒大家两人的传奇对决已经进入终章，希望大家能够欣赏两人在传奇职业生涯中展现的东西，而不是争吵到最后一刻。多年来，林李二人一直在采访中强调互相激励是他们步入巅峰的关键因素。而在场下，两人都是要好的朋友，都曾出席过对方的婚礼，也喜欢跑车和手表。
球迷及同行纷纷认为林李二人是羽坛史上最优秀的球员，吸引了许多人关注羽球运动。因此，两人已经与昔日一众传奇运动员并列羽坛第一梯队，包括黃秉璇、乔治·汤姆斯、莊友明、埃蘭·科普斯、韩健、梁海量、林水镜、赵剑华、莫滕·弗罗斯特、杨阳等人。林李二人于2023年正式入选羽毛球世界聯會名人堂。

## 交锋纪录
| 序号 | 年份 | 锦标赛                       | 所属系列赛       | 轮次         | 勝者   | 得分                 | 李宗伟累计胜出 | 林丹累计胜出 |
| ---- | ---- | ---------------------------- | ---------------- | ------------ | ------ | -------------------- | -------------- | ------------ |
| 1    | 2004 | 汤姆斯杯亚洲区初赛           |                  | 决赛         | 林丹   | 3–15、15–13、15–6    | 0              | 1            |
| 2    | 2005 | 马来西亚羽毛球公开赛         |                  | 决赛         | 李宗伟 | 17–15、9–15、15–9    | 1              | 1            |
| 3    | 2005 | 香港公開羽毛球錦標賽         |                  | 半决赛       | 林丹   | 15–4、15–6           | 1              | 2            |
| 4    | 2006 | 全英羽毛球公开锦标赛         |                  | 半决赛       | 林丹   | 15–9、10–15、17–14   | 1              | 3            |
| 5    | 2006 | 马来西亚羽毛球公开赛         |                  | 决赛         | 李宗伟 | 21–18、18–21、23–21  | 2              | 3            |
| 6    | 2006 | 台北羽球公開賽               |                  | 决赛         | 林丹   | 21–18、12–21、21–11  | 2              | 4            |
| 7    | 2006 | 澳門羽毛球公開賽             |                  | 决赛         | 林丹   | 21–18、18–21、21–18  | 2              | 5            |
| 8    | 2006 | 香港公開羽毛球錦標賽         |                  | 决赛         | 林丹   | 21–19、8–21、21–16   | 2              | 6            |
| 9    | 2007 | 蘇迪曼盃                     | 世界羽联锦标赛   | 小组赛       | 李宗伟 | 21–17、21–17         | 3              | 6            |
| 10   | 2007 | 中国羽毛球大师赛             | 超级系列赛       | 半决赛       | 林丹   | 15–21、21–14、21–15  | 3              | 7            |
| 11   | 2007 | 日本羽毛球公开赛             | 超级系列赛       | 半决赛       | 李宗伟 | 21–19、21–15         | 4              | 7            |
| 12   | 2007 | 香港公開羽毛球錦標賽         | 超级系列赛       | 决赛         | 林丹   | 9–21、21–15、21–15   | 4              | 8            |
| 13   | 2008 | 瑞士羽毛球公开赛             | 超级系列赛       | 决赛         | 林丹   | 21–13、21–18         | 4              | 9            |
| 14   | 2008 | 汤姆斯杯                     | 世界羽联锦标赛   | 半决赛       | 李宗伟 | 21–12、21–14         | 5              | 9            |
| 15   | 2008 | 夏季奧林匹克運動會羽毛球比賽 | 综合运动会       | 决赛         | 林丹   | 21–12、21–8          | 5              | 10           |
| 16   | 2008 | 中国羽毛球公开赛             | 超级系列赛       | 决赛         | 林丹   | 21–18、21–9          | 5              | 11           |
| 17   | 2009 | 全英羽毛球公开锦标赛         | 超级系列赛       | 决赛         | 林丹   | 21–19、21–12         | 5              | 12           |
| 18   | 2009 | 瑞士羽毛球公开赛             | 超级系列赛       | 决赛         | 李宗伟 | 21–16、21–16         | 6              | 12           |
| 19   | 2009 | 蘇迪曼盃                     | 世界羽联锦标赛   | 半决赛       | 林丹   | 21–16、21–16         | 6              | 13           |
| 20   | 2009 | 中国羽毛球大师赛             | 超级系列赛       | 半决赛       | 林丹   | 22–20、15–21、21–7   | 6              | 14           |
| 21   | 2010 | 汤姆斯杯                     | 世界羽联锦标赛   | 半决赛       | 林丹   | 21–17、21–8          | 6              | 15           |
| 22   | 2010 | 日本羽毛球公开赛             | 超级系列赛       | 决赛         | 李宗伟 | 22–20、16–21、21–17  | 7              | 15           |
| 23   | 2010 | 亞洲運動會羽毛球比賽         | 综合运动会       | 决赛         | 林丹   | 21–13、15–21、21–10  | 7              | 16           |
| 24   | 2011 | 韩国羽毛球公开赛             | 超级系列赛首要赛 | 决赛         | 林丹   | 21–19、14–21、21–16  | 7              | 17           |
| 25   | 2011 | 全英羽毛球公开锦标赛         | 超级系列赛首要赛 | 决赛         | 李宗伟 | 21–17、21–17         | 8              | 17           |
| 26   | 2011 | 世界羽毛球锦标赛             | 世界羽联锦标赛   | 决赛         | 林丹   | 20–22、21–14、23–21  | 8              | 18           |
| 27   | 2011 | 香港公開羽毛球錦標賽         | 超级系列赛       | 半决赛       | 林丹   | 21–16、21–14         | 8              | 19           |
| 28   | 2011 | 中国羽毛球公开赛             | 超级系列赛首要赛 | 半决赛       | 林丹   | 19–21、21–12、21–11  | 8              | 20           |
| 29   | 2012 | 韩国羽毛球公开赛             | 超级系列赛首要赛 | 决赛         | 李宗伟 | 12–21、21–18、21–14  | 9              | 20           |
| 30   | 2012 | 全英羽毛球公开锦标赛         | 超级系列赛首要赛 | 决赛         | 林丹   | 21–19、6–2r          | 9              | 21           |
| 31   | 2012 | 夏季奧林匹克運動會羽毛球比賽 | 综合运动会       | 决赛         | 林丹   | 15–21、21–10、21–19  | 9              | 22           |
| 32   | 2013 | 世界羽毛球锦标赛             | 世界羽联锦标赛   | 决赛         | 林丹   | 16–21、21–13、20–17r | 9              | 23           |
| 33   | 2014 | 亞洲運動會羽毛球比賽         | 综合运动会       | 半决赛       | 林丹   | 22–20、12–21、21–9   | 9              | 24           |
| 34   | 2015 | 日本羽毛球公开赛             | 超级系列赛       | 16强赛       | 林丹   | 21–17、21–10         | 9              | 25           |
| 35   | 2015 | 中国羽毛球公开赛             | 超级系列赛首要赛 | 半决赛       | 李宗伟 | 17–21、21–19、21–19  | 10             | 25           |
| 36   | 2016 | 亚洲羽毛球锦标赛             | 亚洲锦标赛       | 半决赛       | 李宗伟 | 22–20、15–21、21–4   | 11             | 25           |
| 37   | 2016 | 夏季奧林匹克運動會羽毛球比賽 | 综合运动会       | 半决赛       | 李宗伟 | 15–21、21–11、22–20  | 12             | 25           |
| 38   | 2017 | 马来西亚羽毛球公开赛         | 超级系列赛首要赛 | 决赛         | 林丹   | 21–19、21–14         | 12             | 26           |
| 39   | 2017 | 亚洲羽毛球锦标赛             | 亚洲锦标赛       | 半决赛       | 林丹   | 21–13、21–15         | 12             | 27           |
| 40   | 2018 | 全英羽毛球公開賽             | 超级1000赛       | 四分之一决赛 | 林丹   | 21–16、21–17         | 12             | 28           |

## 统计

### 按奖牌排列
| 赛事   | 李宗伟 | 李宗伟 | 李宗伟 | 林丹 | 林丹 | 林丹 |
| ------ | ------ | ------ | ------ | ---- | ---- | ---- |
| 赛事   | 金牌   | 银牌   | 铜牌   | 金牌 | 银牌 | 铜牌 |
| 奥运会 | 0      | 3      | 0      | 2    | 0    | 0    |
| 亚运会 | 0      | 1      | 2      | 2    | 1    | 0    |
| 世锦赛 | 0      | 4      | 1      | 5    | 2    | 0    |
| 世界杯 | 0      | 0      | 0      | 2    | 0    | 0    |
| 亚锦赛 | 2      | 0      | 2      | 4    | 2    | 1    |
| 世青赛 | 0      | 0      | 1      | 0    | 0    | 1    |
| 亚青赛 | 0      | 0      | 0      | 1    | 0    | 0    |

### 按冠军排列
| 锦标赛           | 李宗伟 | 林丹 |
| ---------------- | ------ | ---- |
| 超级系列赛总决赛 | 4      | 1    |
| 全英公开赛       | 4      | 6    |
| 澳大利亚公开赛   | 0      | 1    |
| 巴西公开赛       | 0      | 1    |
| 中国大师赛       | 0      | 6    |
| 加拿大公开赛     | 1      | 0    |
| 中国公开赛       | 1      | 5    |
| 台北公开赛       | 1      | 2    |
| 丹麦公开赛       | 2      | 3    |
| 法国公开赛       | 3      | 1    |
| 德国公开赛       | 0      | 6    |
| 香港公开赛       | 5      | 5    |
| 印度公开赛       | 3      | 0    |
| 印度国际赛       | 1      | 0    |
| 印尼公开赛       | 6      | 0    |
| 日本公开赛       | 6      | 3    |
| 韩国公开赛       | 3      | 3    |
| 澳门公开赛       | 2      | 1    |
| 马来西亚大师赛   | 5      | 0    |
| 马来西亚公开赛   | 12     | 2    |
| 马来西亚国际赛   | 1      | 0    |
| 新西兰公开赛     | 0      | 1    |
| 菲律宾公开赛     | 1      | 0    |
| 新加坡公开赛     | 1      | 0    |
| 瑞士公开赛       | 2      | 3    |
| 泰国公开赛       | 0      | 1    |
| 美国公开赛       | 1      | 0    |
| 总计             | 65     | 51   |

## 相关纪录
在2007年到2017年的超级系列赛时代，李宗伟凭借47个冠军成为最出色的运动员。直到超级系列赛体系于2018年被全新的世界巡回赛取代，李宗伟的成绩还未有人超越。李宗伟占据世界排名第一长达349个星期，其中2008年8月21日至2012年6月14日共199个星期为连续占据。2017年3月，李宗伟以34岁142天之龄成为全英公开赛最年长的选手。
林丹在28岁时候包揽奥运会、世锦赛、世界杯、汤姆斯杯、蘇迪曼盃、超级系列赛总决赛、全英公开赛、亚运会及亚锦赛冠军，成为羽坛“超级大满贯”第一人。林丹也是第一位卫冕男单奥运冠军的球员、第一位10度参加全英赛决赛的选手。
李宗伟创下多个锦标赛纪录，共拿下12个马来西亚公开赛冠军、6个印尼公开赛冠军（第一位非印尼籍选手）和6个日本公开赛冠军。林丹则拿下5个中国公开赛冠军和6个中国大师赛冠军。两人都有5个香港公开赛冠军。

## 交情
虽然林丹在球场上的傲慢为人诟病，林李二人在场内外都很要好，经常互相切磋球技。2012年林丹与谢杏芳结婚的时候，林李两人还向大家展示球技。
2013年世锦赛决赛上，李宗伟因腿抽筋退赛，林丹亲自过去检查伤势。在赛后采访中，林丹表示他们已经不复当年了，所以非常珍惜每一次交手的机会。
2020年4月，李宗伟在Facebook直播中称赞林丹是传奇巨星，他所拥有的冠军证明了一切，所以球迷需要向他致敬。李宗伟还说林丹是最优秀的羽毛球选手，求胜心驱使他更为努力地发挥。最后，李宗伟称林丹已赢得所有大赛荣誉，不需要其他证明。

## 文化影响
林李大战被誉为羽毛球界最伟大的对决，也是改变世界羽坛的重要对决。外界将其视为羽球运动复兴的标志。里约奥运会半决赛李宗伟战胜林丹后，有球迷以林丹的口吻给李宗伟写了一封信，得到网络疯传。
2019年6月，李宗伟因身体原因宣布退役，时任马来西亚首相马哈迪·莫哈末和首相夫人茜蒂哈斯玛、媒体及同行纷纷向其致敬。得知消息的林丹在新浪微博转发了香港歌手吕方的歌曲《朋友别哭》，并附文“独自上场没人陪我了”。而在一年后的2020年7月4日，林丹也宣告退役，这次李宗伟在微博表示“三缺一很久了”，暗示“世界羽坛四大天王”的林丹、李宗伟、陶菲克和彼得·盖德全部退役，并附上小虎队的歌曲《再见》。